# Solid State
Solid State är den svenska musikgruppen Pluxus fjärde skiva, släppt 2006. Den är mörkare än det tidigare släppta materialet.

## Låtförteckning
1. Transient
2. Perm
3. Bootstrap
4. Kinoton
5. Forth
6. Contax
7. Corrose
8. Sansui
9. Solid State
10. Slow Peel